# ジーン・クイル
ジーン・クイル（Gene Quill、1927年12月15日 - 1988年12月8日）は、ビバップを収録したレコードでフィル・ウッズと共演した事で知られるアメリカ合衆国のアルト・サックス奏者。

## 略歴
ジーン・クイルとフィル・ウッズはアルバム『Phil and Quill』を残した。更に、ジーン・クイルは、ジーン・クルーパ、バディ・リッチ、クロード・ソーンヒル、ジェリー・マリガンのビッグバンドで演奏していた。

## ディスコグラフィ

### リーダー・アルバム
- 『ジャズヴィルVol.1』 - Jazzville Vol. 1 (1956年、Dawn) ※ラウズ＝ワトキンスとのスプリット盤
- 『3ボーンズ・アンド・ア・クイル』 - 3 Bones and a Quill (1959年、Vogue)
- Gene Quill 'The Tiger': Portrait of a Great Alto Player (2011年、Fresh Sound) ※1955年-1956年録音

フィル・ウッズ&ジーン・クイル
- 『ペアリング・オフ』 - Pairing Off (1956年、Prestige) ※フィル・ウッズ名義
- 『フィル・アンド・クイル』 - Phil and Quill (1957年、RCA Victor)
- 『フィル&クイル』 - Phil and Quill with Prestige (1957年、Prestige)
- 『フィル・トークス・ウィズ・クイル』 - Phil Talks with Quill (1959年、Epic)
- 『バード・フェザーズ』 - Bird Feathers (1957年、Prestige) ※with ジャッキー・マクリーン、ジョン・ジェンキンス、ハル・マクシック
- 『4アルトズ』 - Four Altos (1958年、Prestige) ※with サヒブ・シハブ、ハル・ステイン